# Topobates carpathicus
Topobates carpathicus är en kvalsterart som först beskrevs av H. Weigmann och Miko 1998.  Topobates carpathicus ingår i släktet Topobates och familjen Scheloribatidae. Inga underarter finns listade i Catalogue of Life.